# Bowery
La Bowery est une rue du sud de l'arrondissement de Manhattan à New York, située entre Chinatown et Little Italy qui a donné son nom au quartier alentour. Elle suit le tracé de l'ancienne route menant à la ferme de Pieter Stuyvesant. 

## Étymologie
Le nom viendrait du néerlandais bouwerij signifiant « construction ; bâtiment » proche du néerlandais archaïque boerderij, qui signifie « ferme ». Au XVIIe siècle, il y avait en effet de nombreuses grandes fermes dans la région dont celle de Pieter Stuyvesant, dernier directeur-général néerlandais à avoir administré la colonie de la Nouvelle-Néerlande.

## Histoire

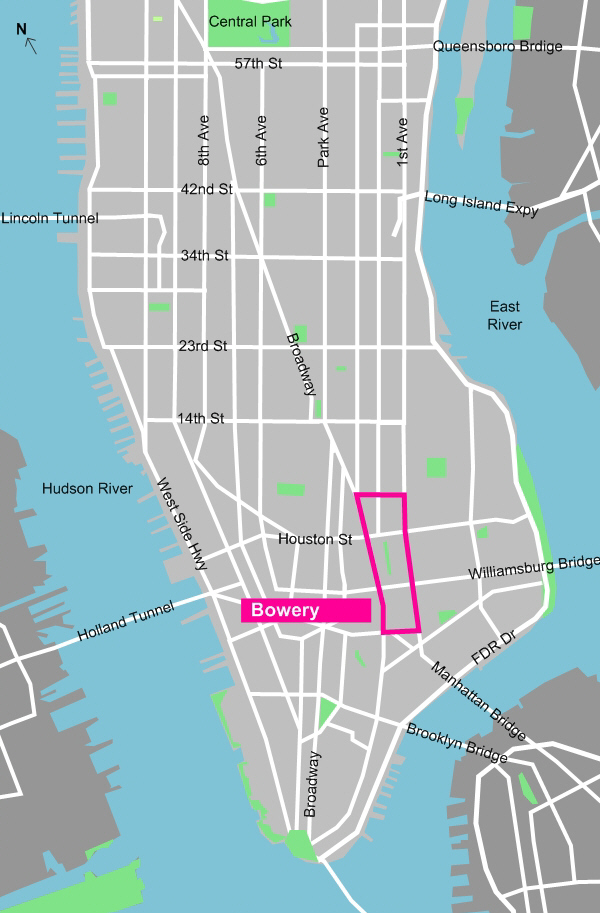
Localisation de Bowery à Manhattan.

De nombreux music-halls s'y étaient installés au XIXe siècle, mais la Bowery devint ultérieurement un symbole de la dépression économique. Durant les années 1920 et 1930, cette zone s'était considérablement appauvrie. À partir des années 1940, le quartier gagna la réputation d'être très mal fréquenté et d'attirer uniquement les alcooliques et les SDF. Entre 1960 et 1980, on y trouvait les loyers les plus bas et le taux de criminalité le plus élevé du sud de Manhattan. Le cabaret CBGB's, où se produisaient de nombreux musiciens de la scène folk, se reconvertit à partir de 1974 dans un genre beaucoup plus révolté, d'où émergèrent des artistes comme Patti Smith, Blondie, The Ramones, Talking Heads. C'est dans ce quartier que l'on a écouté sans doute pour la première fois de la musique punk.
Dans les années 1990, l'ensemble du Lower East Side de Manhattan a été réhabilité, et une population plus aisée a commencé à occuper ce quartier. En 2004, la tendance est davantage marquée, on y trouve de plus en plus de grands immeubles aux loyers élevés.

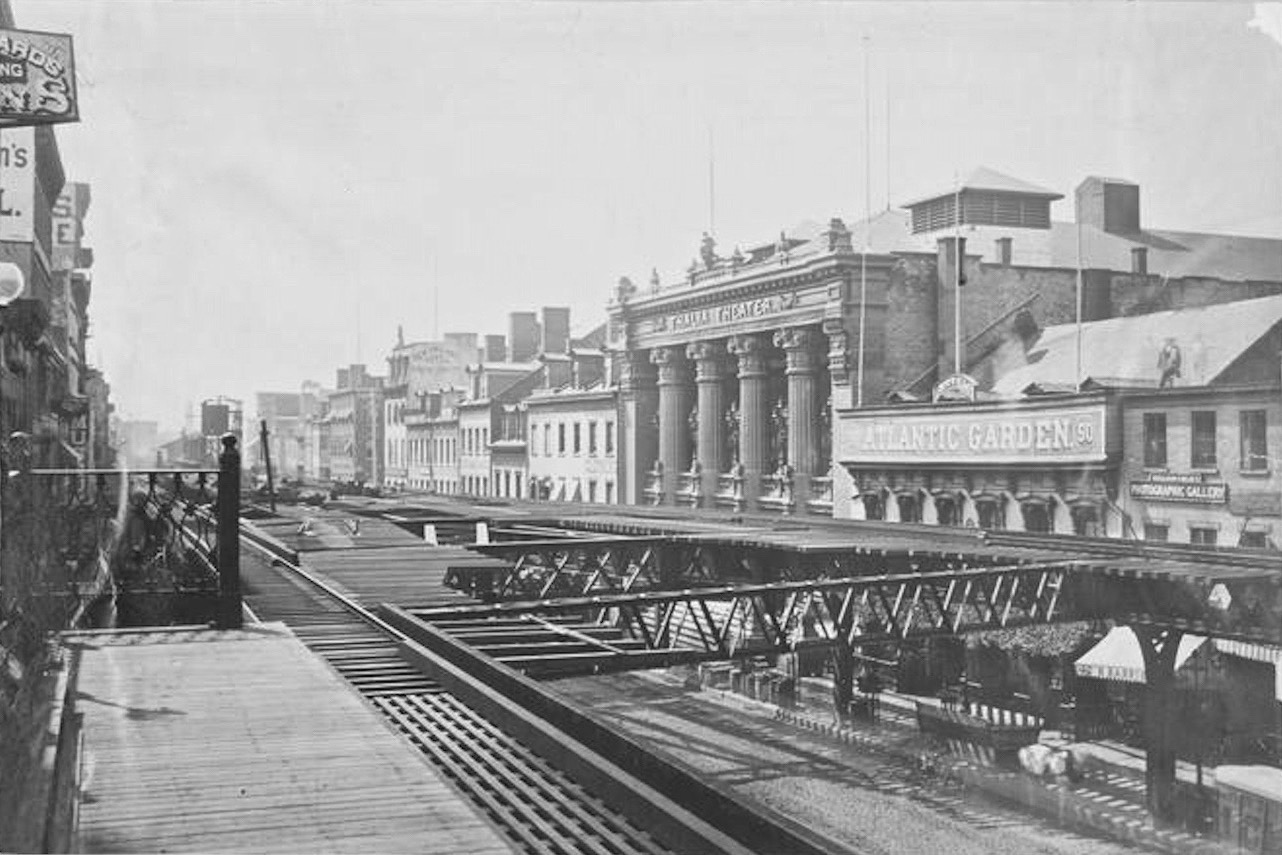
Le Thalia Theatre (connu précédemment comme the Bowery Theatre) avant sa destruction en 1929.
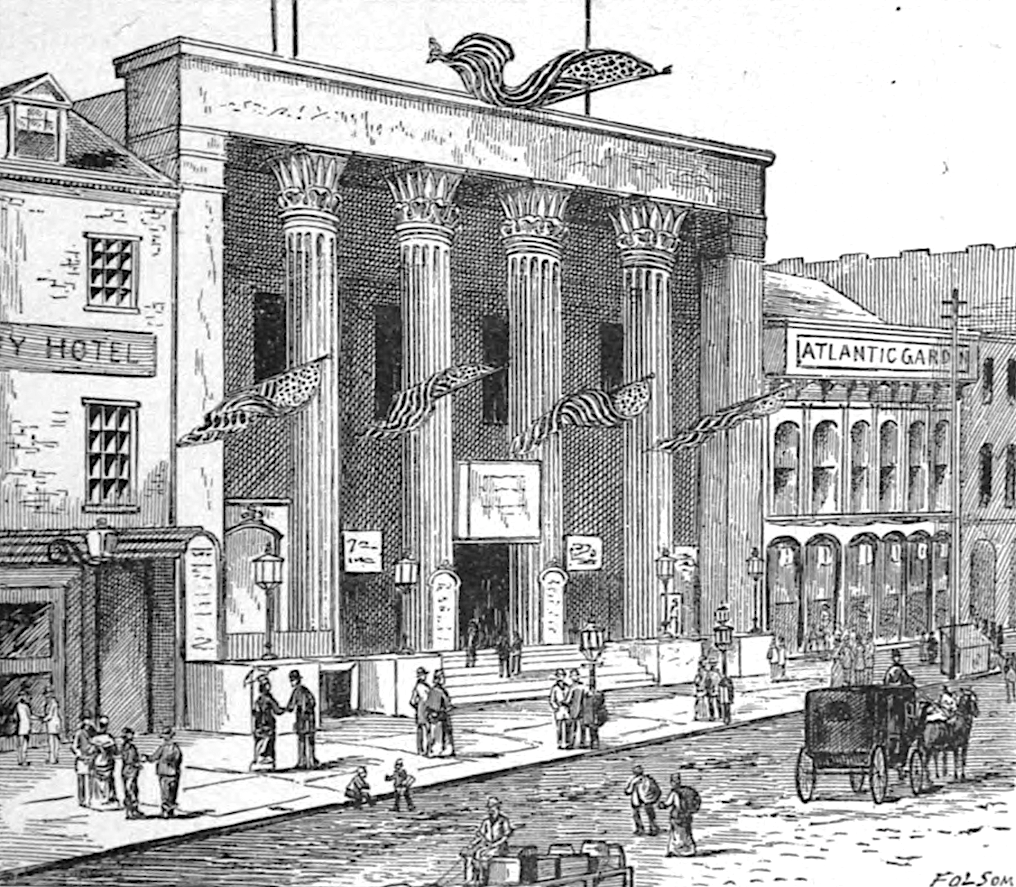
Bowery theatre après sa reconstruction en 1845.
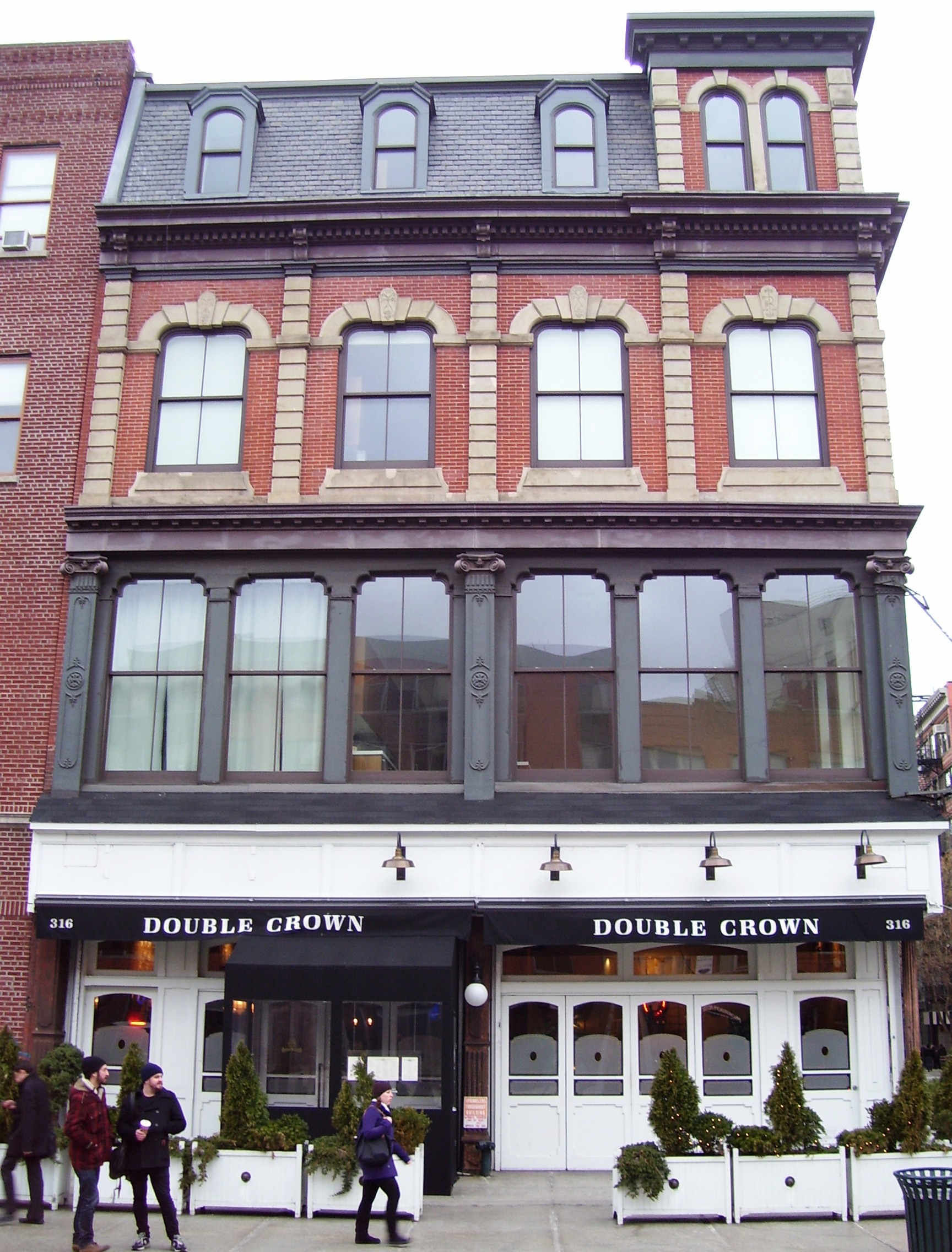
316 Bowery.

## Sites particuliers
- Les locaux du Village Voice se situent sur Bowery, au niveau de Cooper Square.